# George Francis Milne
George Francis Milne, 1st Baron Milne of Salonika & Rubislaw GCB, GCMG, DSO, britanski feldmaršal, * 5. november 1866, † 23. marec 1948.